# Hélène Ségara
Hélène Ségara (născută Hélène Rizzo la data n. 26 februarie 1971) este o cântăreață franceză. S-a născut din tată italian și mamă de origine armeană. A primit un rol în musical-ul francez Notre Dame de Paris, în care a jucat rolul Esmeraldei. Pe 30 august 2003 s-a căsătorit cu Mathieu Lecat, cu care are doi copii: Raphaël (născut pe 1 februarie 1990) și Matteo (născut la data de 30 august 2003). La data de 4 noiembrie 2006, Hélène a participat la Concertul pentru Toleranță în Agadir, Maroc, unde a cântat cu artiști internaționali ca Samira Said ,Zucchero, Pascal Obispo, F.Pagny, Faudel, Cheb Mami, Lorie, și Amina.

## Discografie
- Coeur de verre (1998)
- Au nom d'une femme (2000)
- Au nom d'une femme / Coeur de verre (2000)
- En Concert (2001)
- Hélène (2002)
- Humaine (2003)
- Le Best Of (2004)
- Quand l'éternité (2006)

## Filmografie
- Notre-Dame de Paris (1999) (TV) Esmeralda
- "Plus grand cabaret du monde, Le" Ea însăși (2 episoade, 2006)
- "Vivement dimanche" Ea însăși (1 episod, 2006)
- "Méthode Cauet, La" Ea însăși (1 episod, 2006)
- "On a tout essayé" Ea însăși (2 episoade, 2005-2006)
- "Tenue de soirée" Ea însăși (1 episod, 2006)
- Soirée Cap 48 (2006) (TV) Ea însăși
- "On n'est pas couché" Ea însăși (1 episod, 2006)
- "Enfants de la télé, Les" Ea însăși (3 episoade, 1999-2005)
- Duos de l'impossible, Les (2005) (TV) Ea însăși
- Années Zénith, Les (2005) (TV) Ea însăși
- "Tout le monde en parle" Ea însăși (3 episoade, 2002-2005)
- Choisissez vos chansons (2005) (TV) Ea însăși
- "Eurovision: sélection française" (2005) (mini) Serial TV Ea însăși
- Train des enfoirés, Le (2005) (TV) Ea însăși
- Starmania: 25 ans déjà (2005) (TV) Ea însăși
- "Qui veut gagner des millions?" Ea însăși (1 episod, 2004)
- Enfoirés dans l'espace, Les (2004) (TV) Ea însăși
- MTV3 Live: Unicef-konsertti - Maailman näkymätön lapsi (2003) (TV) Ea însăși
- Enfoirés 2002: Tous dans le même bateau, Les (2002) (V) Ea însăși
- Enfoirés en 2000 (2000) (V) Ea însăși
- Enfoirés: dernière édition avant l'an 2000, Les (1999) (V) Ea însăși